# Traisen (település, Németország)
Traisen település Németországban, Rajna-vidék-Pfalz tartományban. Lakosainak száma 595 fő (2023. december 31.).

## Népesség
A település népességének változása:
| Lakosok száma | 528  | 577  | 567  | 582  | 595  | 595  |
|               | 1975 | 2017 | 2019 | 2021 | 2022 | 2023 |